# Kostomlaty nad Labem
Kostomlaty nad Labem (en allemand : Groß Kostomlat) est une commune du district de Nymburk, dans la région de Bohême-Centrale, en République tchèque. Sa population s'élevait à 1 901 habitants en 2024.

## Géographie
Kostomlaty nad Labem se trouve à 7 km à l'ouest de Nymburk et à 39 km à l'est-nord-est du centre de Prague.
La commune est limitée par Zbožíčko et Čilec au nord, par Kamenné Zboží à l'est, par Kostomlátky au sud-est, par l'Elbe et la commune de Hradištko au sud, par Ostrá et Stratov à l'ouest et Čilec au nord.

## Histoire
La première mention écrite de la localité date de 1223.

## Administration
La commune se compose de cinq sections :
- Hronětice
- Kostomlaty nad Labem
- Lány
- Rozkoš
- Vápensko